# Гран-Сюд
Гран-Сюд (корс. Grand Sud) — один из 11 кантонов департамента Южная Корсика, региона Корсика, Франция. INSEE код кантона — 2A07. Кантон полностью находится в округе Сартен. Кантон был создан в 2015 году.

## История
По закону от 17 мая 2013 и декрету от 14 февраля 2014 года количество кантонов в департаменте Южная Корсика уменьшилось с 22 до 11. Новое территориальное деление департаментов на кантоны вступило в силу во время выборов 2015 года. Таким образом, кантон Гран-Сюд был образован 22 марта 2015 года. Он был сформирован из бывших кантонов Порто-Веккьо (1 коммуна), Левие (2 коммуны), Фигари (4 коммуны) и Бонифачо (1 коммуна).

## Коммуны кантона
В кантон входят 7 коммун и часть коммуны Порто-Веккьо. 
| №     | Индекс | Коммуна                | Оригинальное название | Население, чел. (2012) | Площадь, км² |
| ----- | ------ | ---------------------- | --------------------- | ---------------------- | ------------ |
| 2A041 | 20169  | Бонифачо               | Bonifacio             | 2950                   | 138,36       |
| 2A061 | 20170  | Карбини                | Carbini               | 108                    | 16,47        |
| 2A114 | 20114  | Фигари                 | Figari                | 1392                   | 100,22       |
| 2A142 | 20170  | Левие                  | Levie                 | 737                    | 85,85        |
| 2A163 | 20171  | Монасья-д’Оллен        | Monacia-d’Aullène     | 467                    | 39,85        |
| 2A215 | 20131  | Пьяноттоли-Кальдарелло | Pianotolli-Caldarello | 934                    | 42,78        |
| 2A247 | 20137  | Порто-Веккио           | Porto-Vecchio         | 4080 (из 10 064)       |              |
| 2A288 | 20146  | Сотта                  | Sotta                 | 1104                   | 66,5         |